# Bohušice
Bohušice (en allemand : Bauschitz) est une commune du district de Třebíč, dans la région de Vysočina, en République tchèque. Sa population s'élevait à 134 habitants en 2020.

## Géographie
Bohušice se trouve à 5 km au nord-est de Moravské Budějovice, à 15 km au sud de Třebíč, à 40 km à l'ouest-sud-ouest de Jihlava et à 151 km à l'ouest de Prague.
La commune est limitée par Dolní Lažany au nord, par Jaroměřice nad Rokytnou au nord et à l'est, par Blatnice au sud, par Lukov au sud et à l'ouest et par Vícenice à l'ouest.

## Histoire
La première mention écrite de la localité date de 1355.

## Transports
Par la route, Bohušice se trouve à 3,5 km de Jaroměřice nad Rokytnou, à 6,6 km de Moravské Budějovice, à 19,5 km de Třebíč, à 51 km de Jihlava et à 182 km du centre de Prague.